# 1037
1037 је била проста година.

## Догађаји
- Фернандо I од Леона (звани Велики)4. септембар — Битка код Тамарона: Фернандо I побеђује и убија Бермуда III. Фернандо постаје краљ Кастиље и Леона.

- Харолд I је ујединио целу Енглеску под својом влашћу. Почетак његове борбе са Хардеканутом.
- Сељачки устанак у Пољској и побуна барона (1037-1038).
- Јарослав Мудри је победио Печењеге. Након ове победе, у Кијевској Русији је успостављен мир скоро 25 година — до доласка Кипчака (Кумана), који се у руским хроникама називају Половци.
- Јарослав Мудри је значајно проширио територију Кијевске Русије и основао „велики град“ са Златном капијом и капијском црквом Благовештења Пресвете Богородице. Овај део Кијева је касније назван „Јарослављев град“.

## Смрти
- 4. септембар — Бермудо III, краљ од Леона
- Болеслав III, војвода Чешке

- Вазул

- Ибн Сина